# Frederic William Burton
Frederic William Burton (8 de abril de 1816 en Wicklow, Irlanda – 16 de marzo de 1900 en Londres) fue uno de los pintores y miniaturistas irlandeses más destacados de la Época victoriana. Dedicó su obra principalmente a la acuarela y fue influenciado en gran medida por el prerrafaelismo. En el año 1874 Burton fue nombrado tercer director de la National Gallery en Londres, cargo que ocupó durante dos décadas.

### Etapas de su obra
Hijo de Samuel Frederic Burton y Hannah Mallet, Frederic William Burton creció y fue educado en Dublín. En sus inicios como pintor realizó numerosas obras representando escenas rurales y paisajes irlandeses. Una de sus obras más reconocidas de este período es El hijo ahogado del pescador de Aran (1841) o The Aran Fisherman's Drowned Child. Sin embargo, su objetivo principal en esta época fueron los retratos y estos fueron los que le lanzaron a la fama en la sociedad victoriana irlandesa y provocaron su elección como miembro de la Royal Hibernian Academy. 

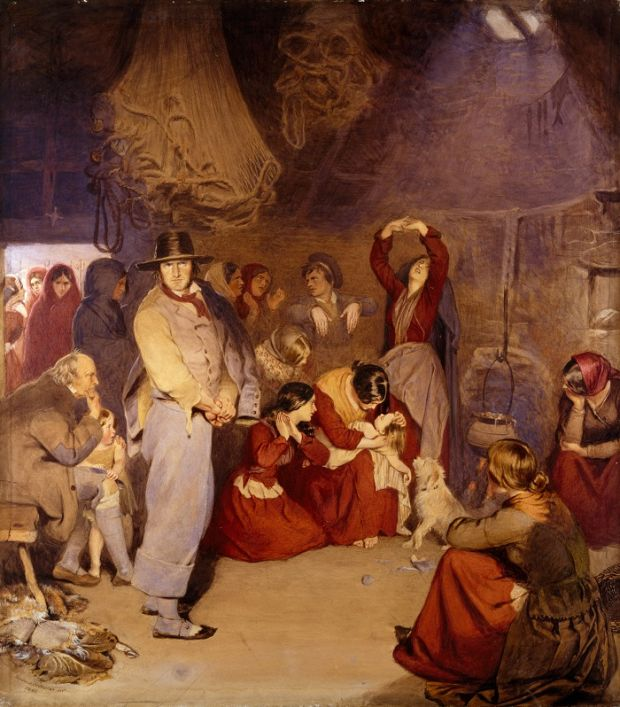
El hijo ahogado del pescador de Aran (1841). Acuarela.

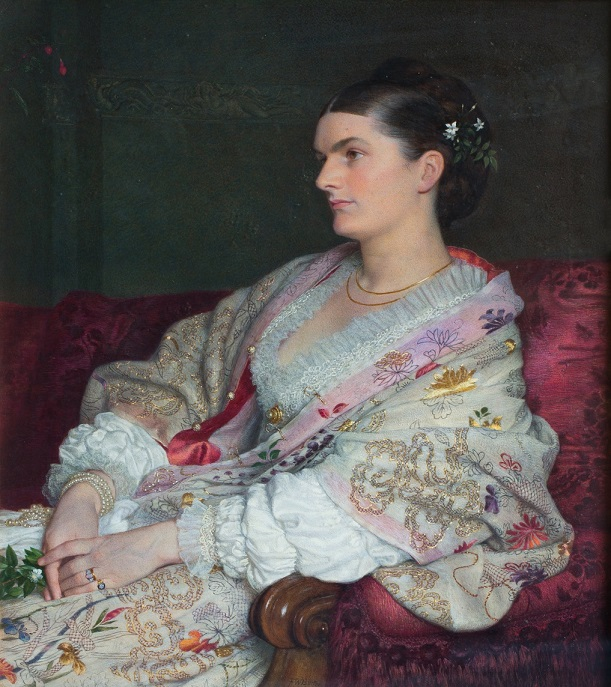
Retrato de Mrs. George nee Elizabeth Blakeway. Acuarela.

En 1842 viajó a Alemania y Baviera, y así comenzó una serie de viajes alrededor de Europa durante los siguientes años, lo cual le llevó a familiarizarse con los Maestros antiguos del arte y dio lugar a numerosos estudios de la Pintura de género y una gran cantidad de pinturas representando los lugares, escenas y gentes que había visitado. 
Fue nombrado miembro de la Real Academia Irlandesa y, posteriormente, sus repetidas visitas y exhibiciones en Londres le otorgaron un puesto en la Real Sociedad de Pintores de Acuarelas (Royal Society of Painters in Water Colours). Fue en Londres donde Burton entró en contacto con el movimiento prerrafaelita, hecho que causó un gran impacto en su estilo pictórico en este período de su carrera.
Fue entonces cuando pintó su más famosa obra, titulada El encuentro en la torre (The Meeting on the Turret Stairs), también conocida como Hellelil y Hildebrand (1864). En ella, Burton representa a los dos protagonistas de una balada medieval danesa traducida al inglés en 1855 por Whitley Stokes, un amigo de Burton. La balada cuenta la trágica historia de Hellelil, quien se enamora de su guarda personal: el príncipe Hildebrand. El padre de ella no aprueba esta relación y ordena a sus siete hijos que maten al príncipe. La acuarela de Burton nos muestra un romántico momento entre los jóvenes amantes antes del terrible final.
Una votación popular llevada a cabo por RTÉ en 2012 reveló que El encuentro en la torre es el cuadro favorito de Irlanda. Actualmente se puede visitar en la National Gallery of Ireland.

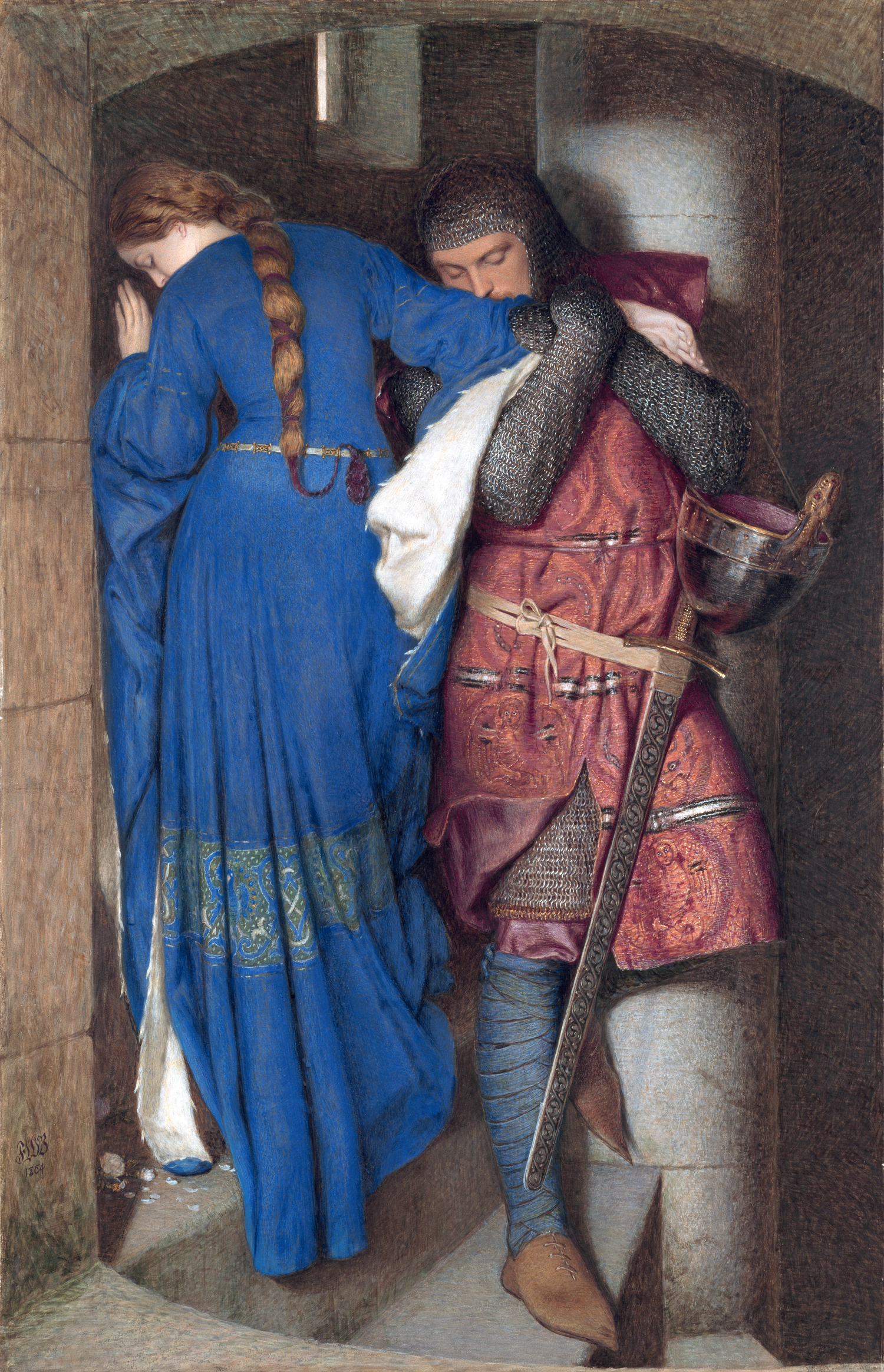
El encuentro en la torre (1864). Acuarela y gouache sobre papel.

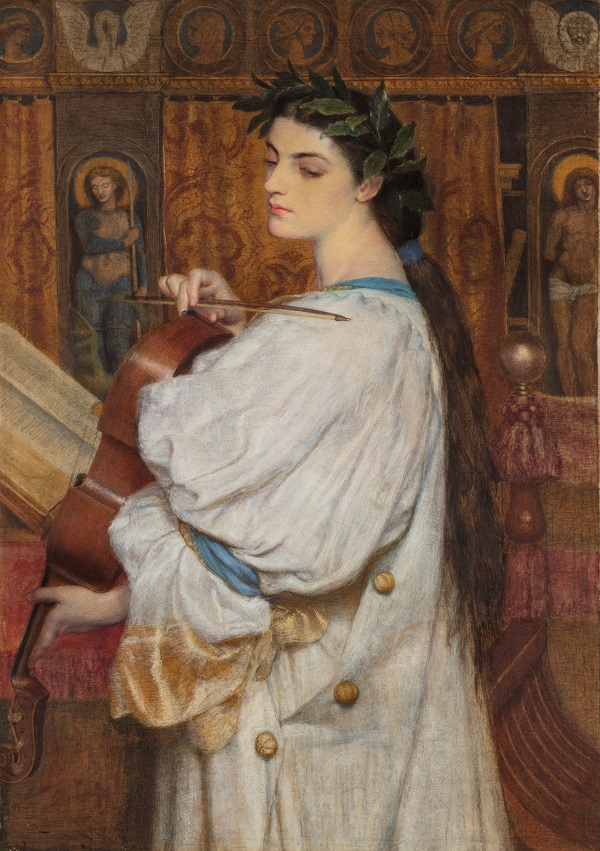
Cassandra Fedele. Acuarela.

En 1874 Burton fue elegido director de la National Gallery de Londres y esto le llevó a dejar de pintar.[cita requerida] Sus años al frente de la National Gallery, puesto que ocupó hasta 1894, fueron prósperos y vieron valiosas adquisiciones para la colección actual del museo. En 1884 fue nombrado caballero, pasando a ser conocido como Sir Frederic William Burton. Murió en Londres en 1900.

#### Exhibiciones
Una exhibición de gran parte de la obra de Burton y algunos de los artistas que más le influenciarion ( Frederic William Burton: For The Love of Art, por la comisaria Marie Bourke) se pudo visitar en la National Gallery of Ireland entre el 25 de octubre de 2017 y el 14 de enero de 2018.